# Дисциплинированность
Дисциплини́рованность (также самодисципли́на, организо́ванность) — черта характера, или выработанная, ставшая привычкой склонность человека к соблюдению правил работы и норм поведения. Входит в число так называемых «прусских добродетелей». Тесно связана с психологическим понятием самоконтроля.
Педагог А. С. Макаренко следующим образом высказывался о дисциплинированности:
«Всегда соблюдать дисциплину, выполнять то, что неприятно, но нужно делать, — это и есть высокая дисциплинированность».

## Описание
Дисциплинированность — это готовность к выполнению и умение субъекта (носителя дисциплины) соблюдать дисциплинарные требования.
Самодисциплина складывается из способности к саморегуляции — умения преодолевать отрицательные эмоции, мешающие выполнению задачи, умения преодолеть паралич решения и из способности выйти за рамки зоны комфорта.
В Советском Союзе под сознательной дисциплинированностью понималось также приучение к дисциплине недисциплинированных членов коллектива другими (дисциплинированными), часто можно было встретить подобное определение: «Сознательная дисциплинированность означает не только подчинение индивида нормам общества и коллектива, но и его активную позицию в деле укрепления военной и трудовой дисциплины».